# Clessé (Saona i Loara)
Clessé – miejscowość i gmina we Francji, w regionie Burgundia-Franche-Comté, w departamencie Saona i Loara.
Według danych na rok 1990 gminę zamieszkiwało 671 osób, a gęstość zaludnienia wynosiła 67 osób/km² (wśród 2044 gmin Burgundii Clessé plasuje się na 355. miejscu pod względem liczby ludności, natomiast pod względem powierzchni na miejscu 932.).